# 小嶋亜由美
小嶋 亜由美（こじま あゆみ、1981年3月9日 - ）は、神奈川県厚木市出身の日本のタレント、ラジオパーソナリティ。シー・フォルダ所属。血液型はA型。

## 来歴・人物
4歳の時に芸能界入りし子役タレントとして活躍した。特に1989年（小学3年生時）から1996年3月（中学卒業時）まで『あっぱれさんま大先生』のレギュラー出演で知名度をあげた。BS朝日の『Harajukuロンチャーズ』などのバラエティ番組やCMにも多数出演した。その後Fm yokohama、Bayfmのレポーター、NACK5『RADIO-X』火曜日のレギュラーパーソナリティなどを経て、2006年からは大宮アルディージャのオフィシャルラジオ『アルディージャホットライン』を担当した。デビュー当時は劇団東俳、その後シーアンドティー（オフィス高木）に所属していた。
目白大学短期大学部卒業。
いきものがかりのボーカル、吉岡聖恵とは同じ厚木市立南毛利中学校出身同士である。
サマソニでは、横田佳織、プリーズ大津田とのユニット『バキューム』としても出演。以後、バキュームとしての活動も行っている。
2010年8月26日に入籍を発表。芸能活動では引き続き小嶋亜由美として行う。
産休後は主婦業に専念するため休業し公の場から姿を消していたものの、2022年には、先述のあっぱれにてかつて共演していた山崎裕太のYouTubeチャンネル「あれこれ言うた!!」に電話出演。山崎とは電話という形で26年ぶりの共演となり、事務所には引き続き籍を置き芸能人としての立場はあるものの、開店休業状態にあることを報告していた。
2023年7月1日放送のフジテレビ『あっぱれさんま大先生2023同窓会スペシャル」』にて久々に明石家さんまとあっぱれ学園生徒達の一部と共演を果たした。

## 出演

### TV
- あっぱれさんま大先生（1989年4月10日 - 1996年3月21日、フジテレビ）
  - やっぱりさんま大先生あっぱれ卒業生大集合スペシャル（1997年3月30日）
  - やっぱり&あっぱれさんま大先生・新学期&同窓会スペシャル（1999年4月11日）
  - あっぱれさんま大先生2023同窓会スペシャル（2023年7月1日）
- 婦人百科（NHK）
- Harajukuロンチャーズ（2000年 - 2002年、BS朝日）
- 朝はビタミン!（テレビ東京） - リポーター

### CM
- ツクダオリジナル 似顔絵電子手帳
- カシオ 電子手帳・ペットテレパシー
- ヤマト運輸 クロネコヤマトらくらくパック
- 朝日生命 人生倶楽部（1996年）
- 大正製薬 ナロンエース（1997年） - 倍賞美津子と共演
- 花王 メリット（1997年） - 服部まこと共演
- 東京海上日動火災保険

### 映画
- パチスロ物語　すられてたまるか（1994年、ケイエスエス、監督：大井利夫） ※ビデオムービー
- ソクラテス[3]（1997年、監督：鶴巻日出雄） - ヒロイン：良子 役

### ラジオ
- RADIO-X（2008年3月末で終了、NACK5、毎週火曜日深夜（水曜日未明）、25時 - 30時（午前1時～午前6時）
  - NACK5 RADIO-X in 大宮「夏祭り」
- ARDIJA HOT LINE（2006年 - 2012年、NACK5、毎週金曜日19時50分 - 20時00分）
- マジカルスノーランド（NACK5）
- サッカースタジアムライブ大宮アルディージャ戦レポーター（2006年 - 2012年、NACK5） ※不定期